# Tabulata
Los corales tabulados (orden Tabulata) son un grupo extinto de antozoos hexacoralarios que vivieron durante gran parte del Paleozoico; se extinguieron a finales del Pérmico.

## Características
Son casi siempre coloniales, formando colonias de células hexagonales (coralitas) definidas por un esqueleto de calcita y similares en apariencia a un panal. Las células adyacentes están unidas por pequeños poros. Su característica distintiva es la presencia de particiones horizontales internas bien desarrolladas (tabulae) dentro de cada célula, pero con escasas o inexistentes particiones interiores verticales (septos). Por lo general, los corales tabulados son más pequeños que los corales rugosos, pero varían considerablemente en forma, pues pueden ser planos, cónicos o esféricos.

## Historia natural
Al igual que los corales rugosos, que vivieron su totalidad durante el Paleozoico, se conocen desde el Ordovícico al Pérmico. Junto con Stromatoporida y los corales rugosos, los corales tabulados son característicos de las aguas poco profundas desde el Silúrico al Devónico. El nivel del mar aumentó en el Devónico, y los corales tabulares se convirtieron en formas mucho menos comunes. Finalmente se extinguieron en el evento de la extinción masiva del Pérmico-Triásico.

## Géneros
Se han descrito alrededor de 300 especies de corales tabulares. Entre los géneros más comunes del registro fósil están Chaetetes, Favosites, Halysites, Heliolites, Pleurodictyum, Sarcinula y Syringopora.

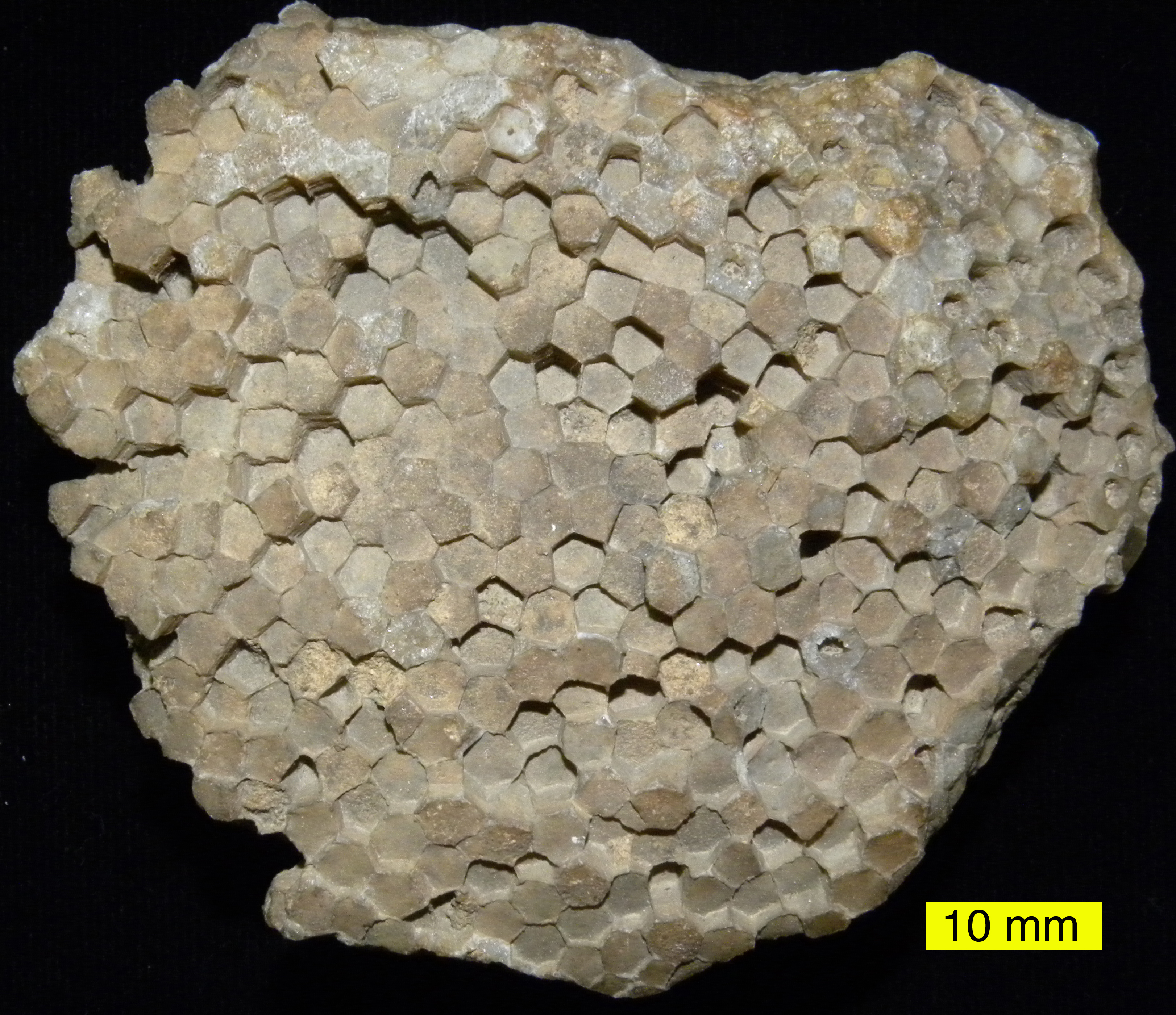
género Favosites
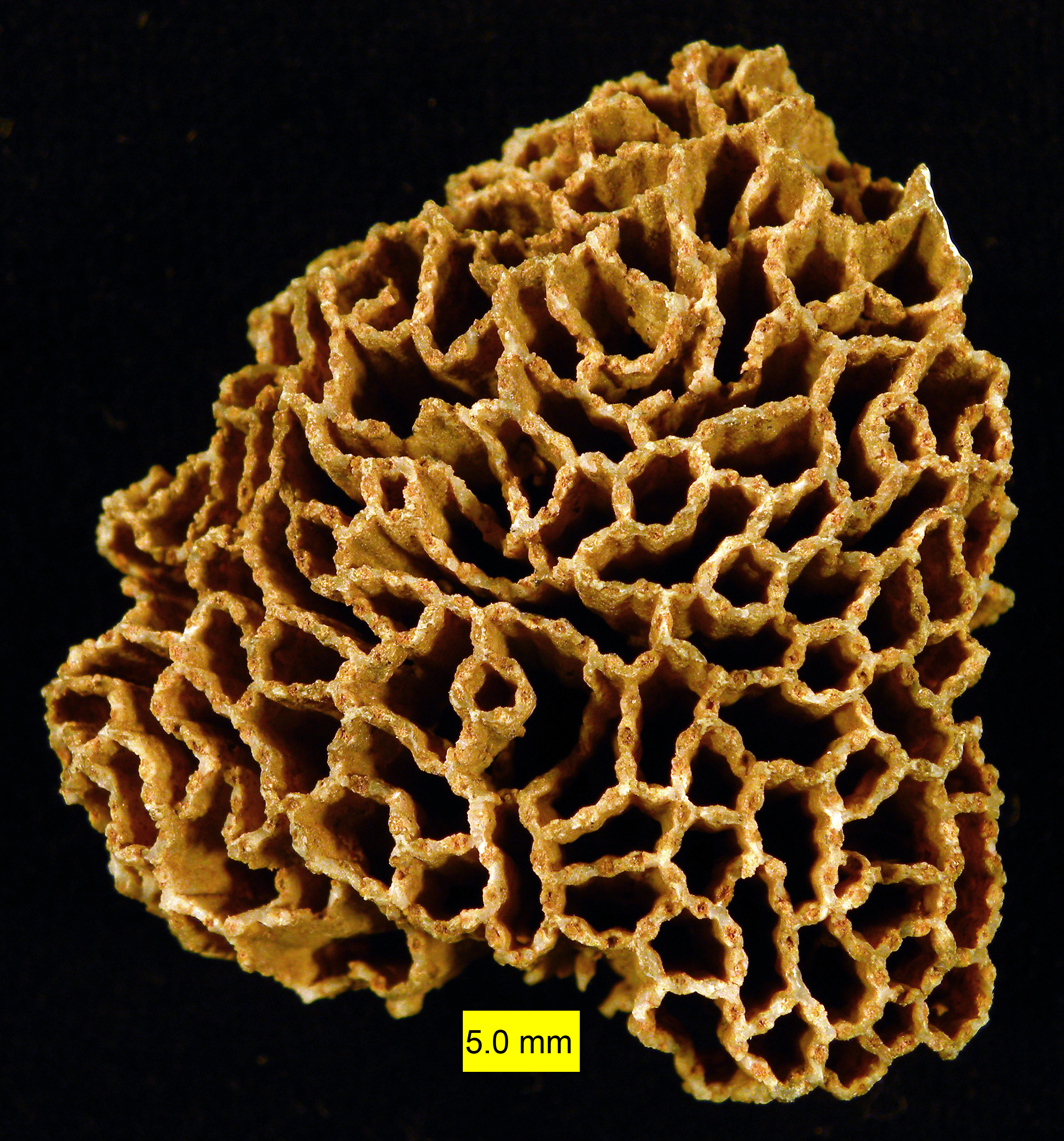
género Halysites
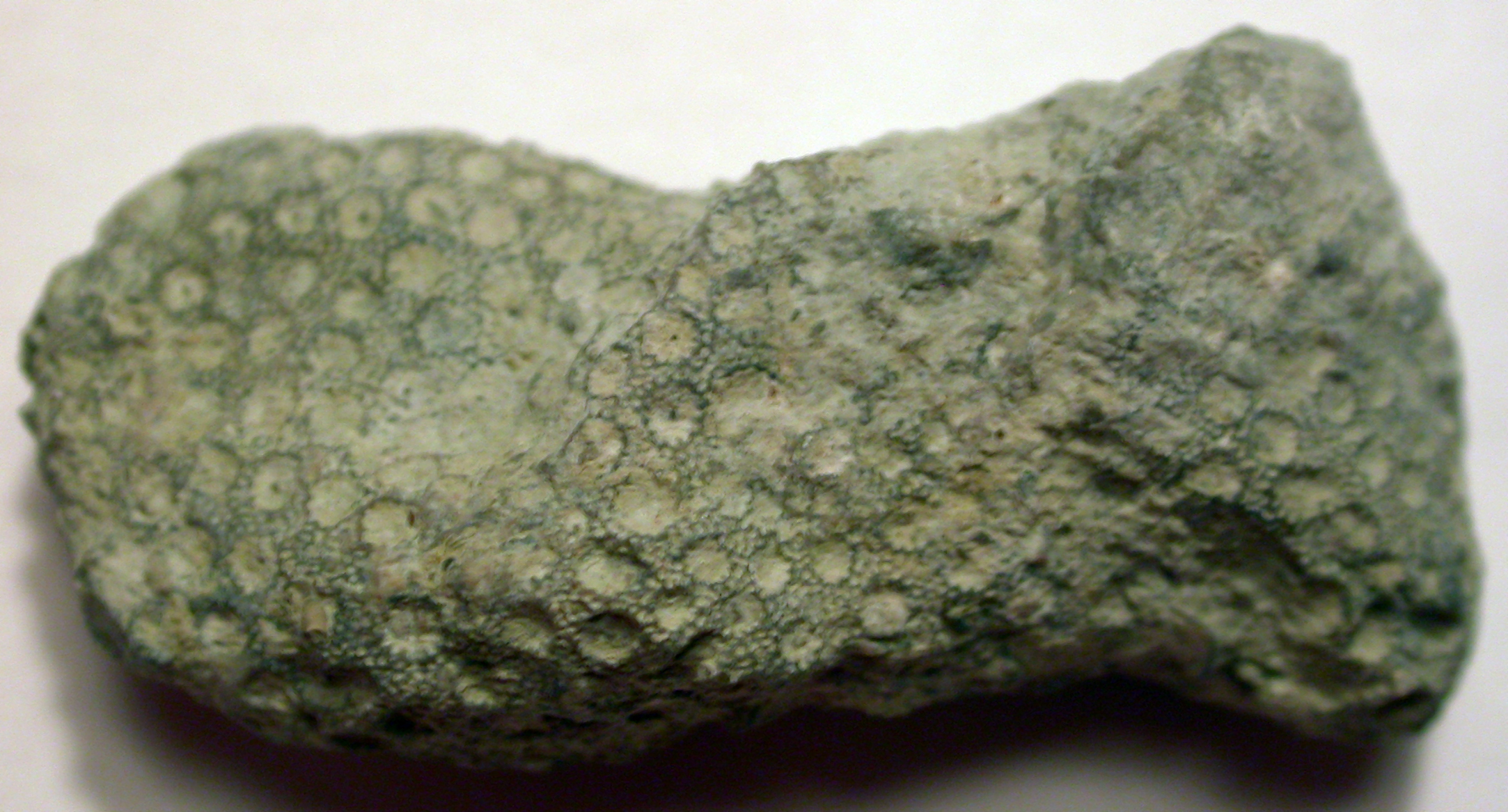
género Heliolites
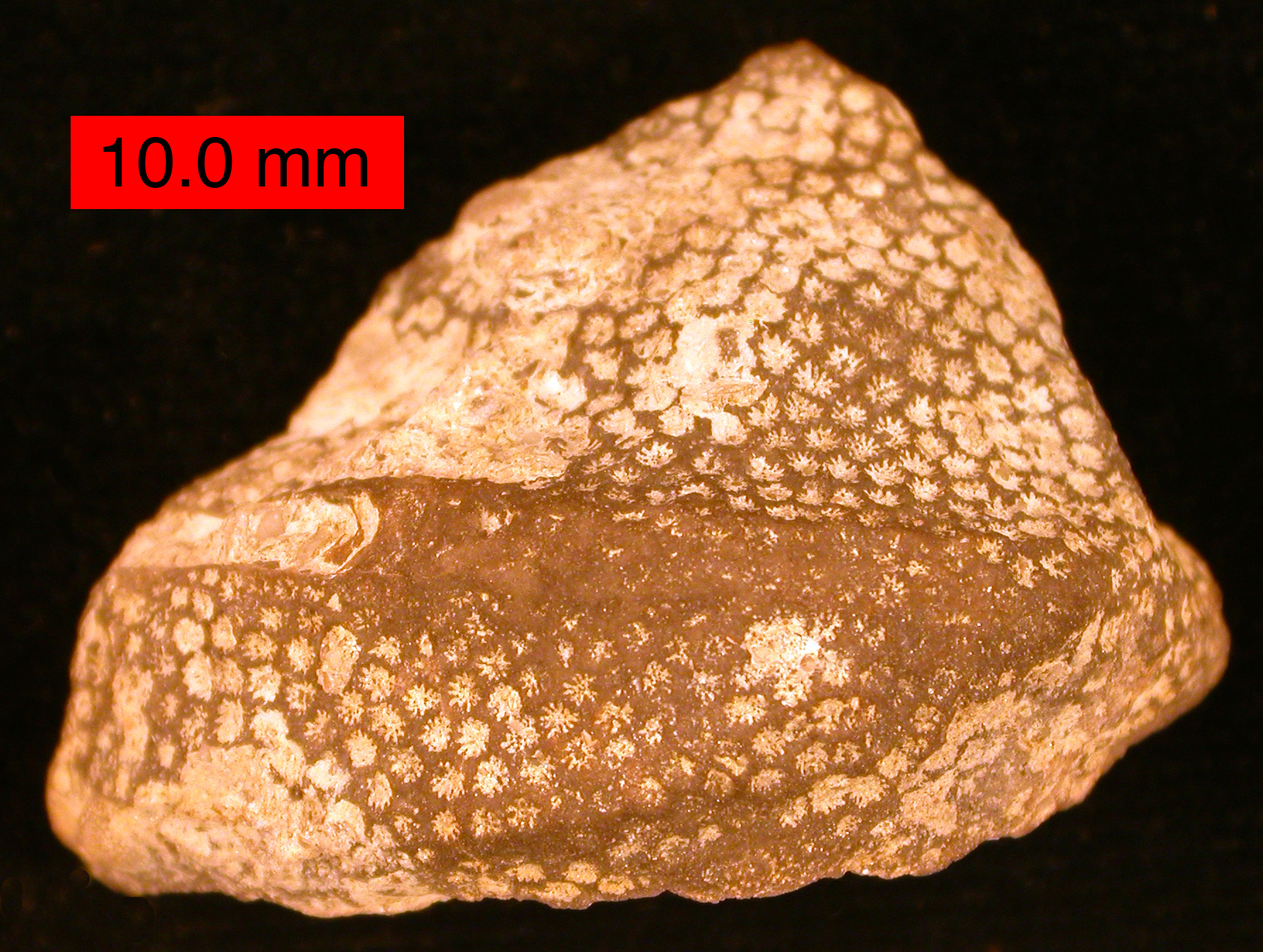
Protaraea richmondensis
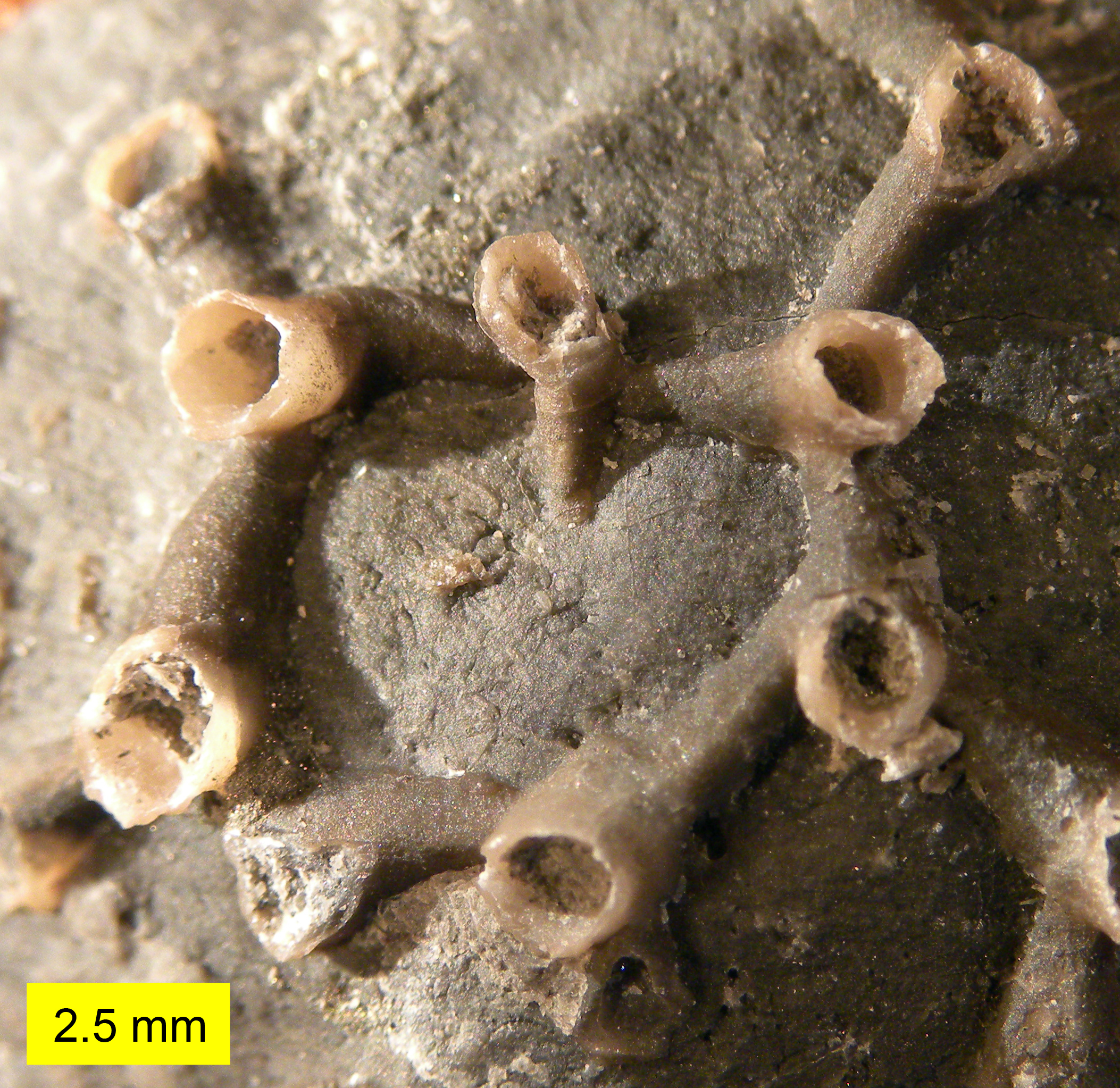
Aulopora sp.
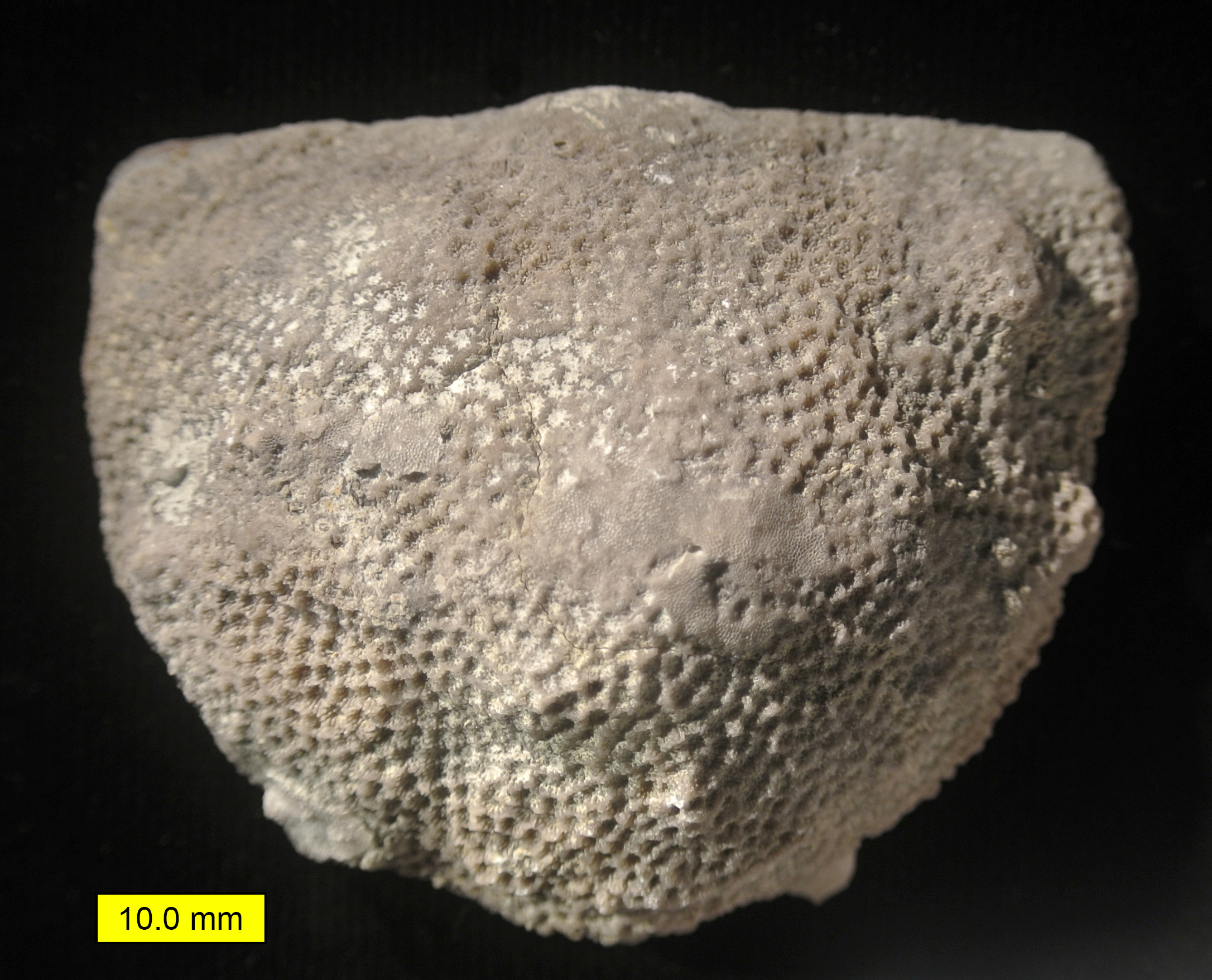
Protaraea richmondensis

- Datos: Q135282
- Multimedia: Tabulata / Q135282
- Especies: Tabulata